# Nina Targan Mouravi
Nina Targan Mouravi (ook wel Tarhan-Mouravi of Tarkhan-Mouravi; geb. Tbilisi, Georgië, 1964) is een Nederlands-Georgische kunstenares, performer en vertaalster.

## Leven en werk
Targan Mouravi is een dochter van een beeldend kunstenaar en een literair vertaalster en publiciste. Met haar moeder en jongere broer verhuisde ze naar Moskou, waar ze op haar elfde werd aangenomen op de prestigieuze Soerikovschool voor jong schildertalent. Ze maakte de zevenjarige opleiding cum laude af en werd toegelaten op het Soerikov Kunst Instituut. Halverwege de zesjarige studie keerde zij terug naar Georgië en studeerde af als boekillustrator aan de Rijksacademie in Tbilisi.
Sinds 1991 woont en werkt Targan Mouravi in Nederland. Ze slaagde er na drie jaar voor het Staatsexamen tolken en vertalen, was actief als beëdigd vertaler en grafisch ontwerper, ondertitelde diverse Russische filmklassiekers en debuteerde in 2004 als poëzievertaler met de bloemlezing Rusland Lethe Lorelei, waarin gedichten van Poesjkin, Tjoettsjev, Goemiljov, Achmatova, Mandelstam, Pasternak, Alexander Galitsj, Boelat Okoedzjava en Bella Achmadoelina zijn opgenomen. Haar tweede bloemlezing Europa's tedere handen is gewijd aan de gedichten, brieven en essays van Osip Mandelstam. Bij uitgeverij Hoogland en Van Klaveren verscheen een door haar vertaalde bloemlezing uit de gedichten van Vera Pavlova, Een flinke teug van rook en regen. Voor Poetry International vertaalde ze Vera Pavlova, Lev Rubinstein, Andrej Sen-Senkov en Maria Stepanova. Ze vertaalde tevens werk van de conceptualisten Nikolaj Nekrasov en Dmitri Prigov. Bij uitgeverij Pegasus verscheen Verder en verder, een bloemlezing uit Lev Rubinstein.
Targan Mouravi vertaalde de tekst van de rechtszaak tegen dichter Iosif Brodski, tevens in boekvorm uitgebracht onder de titel Bent u bevoegd als dichter?, en liet het als rollenspel opvoeren bij Perdu en De Balie in Amsterdam. Ze maakte diverse voorstellingen in samenwerking met musici en droeg voor in onder meer de Amsterdamse Hermitage, Theater Branoul, op verschillende poëziefestivals en in radio-uitzendingen van VPRO en Klara. 
Naast Russische poëzie vertaalt zij klassieke en hedendaagse Georgische letterkundigen, zoals Sjota Roestaveli, Nikoloz Baratasjvili, Vazja-Psjavela, Tizian en Galaktion Tabidze.

## Waardering
- In 2017 werd een werk van haar genomineerd voor de Nederlandse portretprijs[3] en tentoongesteld in Paleis Soestdijk. Ze portretteerde onder meer schrijver Henk Bernlef en pianiste Nino Gvetadze. Haar atelier bevindt zich in het Zamenhofcomplex in Amsterdam-Noord.
- In 2024 werd de Aleida Schot-prijs voor haar hele oeuvre aan haar toegekend.[4]